# Rachael Yamagata
Rachael Yamagata (sinh 23/9/1977) là một nghệ sĩ dương cầm, nhạc sĩ và ca sĩ người Mỹ, đã khởi đầu sự nghiệp âm nhạc của mình thông qua việc trở thành thành viên của ban nhạc Bumpus.Sau đó, cô bước vào con đường nghệ thuật độc lập và đã phát hành năm  và bốn album. Với tài năng của mình, các ca khúc của cô đã xuất hiện trên nhiều chương trình truyền hình và cô đã có nhiều cộng tác đáng chú ý với các nghệ sĩ như Jason Mraz, Rhett Miller, Bright Eyes, Ryan Adams, Toots and the Maytals và Ray Lamontagne.

## Đầu đời và giáo dục
Yamagata có cha là người Mỹ gốc Nhật và mẹ là người Đức gốc Ý. Cô tốt nghiệp trường Holton-Arms và sau đó theo học tại Đại học Northwestern và Đại học Vassar 

## Sự nghiệp
Yamagata trở thành giọng ca chính của ban nhạc Bumpus và đã trải qua 6 năm đi lưu diễn, soạn nhạc và thu âm cùng nhóm trước khi quyết định rời khỏi ban nhạc vào năm 2001 để bắt đầu sự nghiệp âm nhạc solo. Tháng 12 năm 2002, cô ký hợp đồng thu âm với Arista's Private Music. EP đầu tiên của cô mang tên "Rachael Yamagata" được sản xuất bởi Malcolm Burn và được phát hành vào tháng 10. Album đầu tay của cô, mang tên "Happenstance", được sản xuất bởi John Alagía tại Compass Point Studios. Từ năm 2003 đến 2005, Yamagata đã biểu diễn tại Amoeba Records và The Hotel Café, cả hai địa điểm đều nằm ở Hollywood.
Ngoài ra, Yamagata cũng đã có cơ hội đi lưu diễn và hợp tác với Mandy Moore qua album "Wild Hope".
Tháng 5 năm 2008, Yamagata đã phát hành EP Loose Ends. Album dài thứ 2 Elephants...Teeth Sinking Into Heart được phát hành vào tháng 10 năm 2008. Billboard mô tả album mang giai điệu u buồn hơn nhiều so với album đầu tiên của cô. Cũng chính vào tháng này, cô cũng đã có một buổi biểu diễn trực tiếp trên LiveDaily Sessions với hai bài hát  "Faster" và "Sunday Afternoon". Tháng 4 năm 2009, Yamagata biểu diễn bài hát "Elephants" của mình trên bộ phim truyền hình One Life to Live.
Năm 2011, Yamagata đã phát hành album kỹ thuật số mới với Pledgemusic và album thu âm thứ 3 của cô, Chesapeake, được ra mắt vào tháng 10 cùng năm. Năm 2012, cô tiếp tục phát hành EP tiếp theo là Heavyweight. Bên cạnh đó, Yamagata đã có nhiều lần xuất hiện với tư cách là nghệ sĩ khách mời cho các nghệ sĩ khác, bao gồm việc hợp tác với Jason Mraz trong "Did You Get My Message?", Rhett Miller trong "Fireflies" và "The Believer", Toots & the Maytals trong album True Love, Ray Lamontagne trong "Barfly", và Ryan Adams trong album Cold Roses. Cô cũng đã góp phần soạn nhạc, chơi keyboard và hát cho ca khúc "Kaleidoscope" của Jill Cunniff, một cựu thành viên của Luscious Jackson.
Không chỉ dừng lại ở đó, Yamagata còn biểu diễn với một dàn diễn viên trong phần 30 Rock của "Kidney Now!" và hát bài "You Take My Troubles Away" trong bộ phim Dear John, với sự hợp tác của Dan Wilson. Ngoài ra, cô còn thể hiện bản song ca của mình trong bài hát "I'm Going to Go Back There Someday" của Muppets trên một album cover, Muppets: The Green.
Yamagata lần nữa đã đồng hành cùng với PledgeMusic cho album Tightrope Walker và phát hành nó vào 23 tháng 9 năm 2016.

## Đời tư
Cô có một người anh em sinh đôi là Benji. Và một người em trai Josh Ruben, là diễn viên và đạo diễn của CollegeHumor.

## Đĩa

### Album thu âm
| Tiêu đề                              | Chi tiết                                                           | Vị trí xếp hạng | Vị trí xếp hạng |
| Tiêu đề                              | Chi tiết                                                           | KOR             | US              |
| ------------------------------------ | ------------------------------------------------------------------ | --------------- | --------------- |
| Happenstance                         | - Phát hành: ngày 8 tháng 6 năm 2004 - Hãng: RCA Victor            | 40              | —               |
| Elephants...Teeth Sinking into Heart | - Phát hành: ngày 7 tháng 10 năm 2008 - Hãng: Warner Bros. Records | —               | 53              |
| Chesapeake                           | - Phát hành: ngày 11 tháng 10 năm 2011 - Hãng: Frankenfish         | 13              | 122             |
| Acoustic Happenstance                | - Phát hành: ngày 23 tháng 4 năm 2016 - Hãng: Sony Music           | 47              | —               |
| Tightrope Walker                     | - Phát hành: ngày 23 tháng 9 năm 2016 - Hãng: Frankenfish          | 32              | —               |

### Album biên soạn
| Tiêu đề                           | Chi tiết                                                 | Vị trí xếp hạng |
| Tiêu đề                           | Chi tiết                                                 | KOR             |
| --------------------------------- | -------------------------------------------------------- | --------------- |
| The Very Best of Rachael Yamagata | - Phát hành: ngày 22 tháng 8 năm 2014 - Hãng: Sony Music | 67              |

### EP
| Tiêu đề                     | Chi tiết                                                           | Vị trí xếp hạng |
| Tiêu đề                     | Chi tiết                                                           | KOR             |
| --------------------------- | ------------------------------------------------------------------ | --------------- |
| EP                          | - Phát hành: ngày 7 tháng 10 năm 2003 - Hãng: RCA Records          | —               |
| Live at the Loft &amp; More | - Phát hành: ngày 26 tháng 1 năm 2005 - Hãng: BMG                  | —               |
| Loose Ends                  | - Phát hành: ngày 22 tháng 5 năm 2008 - Hãng: Warner Bros. Records | —               |
| Heavyweight EP              | - Phát hành: ngày 20 tháng 11 năm 2012 - Hãng: Frankenfish         | 44              |
| Porch Songs EP              | - Phát hành: ngày 12 tháng 10 năm 2018 - Hãng: Sony Music          | 91              |

### Đĩa đơn
| Tiêu đề                                         | Năm  | Vị trí xếp hạng | Vị trí xếp hạng | Vị trí xếp hạng | Sales            | Album                                |
| Tiêu đề                                         | Năm  | KOR             | KOR Intl.       | US Adult        | Sales            | Album                                |
| ----------------------------------------------- | ---- | --------------- | --------------- | --------------- | ---------------- | ------------------------------------ |
| "Worn Me Down"                                  | 2003 | —               | —               | 33              |                  | EP                                   |
| "Letter Read"                                   | 2004 | —               | —               | —               |                  | Happenstance                         |
| "1963"                                          | 2004 | —               | —               | —               |                  | Happenstance                         |
| "Be Be Your Love"                               | 2004 | 26              | 1               | —               | - KOR: 1,635,206 | Happenstance                         |
| "River"                                         | 2005 | —               | —               | —               |                  | Live at the Loft &amp; More          |
| "Elephants"                                     | 2008 | —               | —               | —               |                  | Elephants...Teeth Sinking into Heart |
| "Faster"                                        | 2008 | —               | —               | —               |                  | Elephants...Teeth Sinking into Heart |
| "Sunday Afternoon"                              | 2008 | —               | —               | —               |                  | Elephants...Teeth Sinking into Heart |
| "Starlight"                                     | 2011 | —               | —               | —               |                  | Chesapeake                           |
| "Even If I Don't"                               | 2011 | —               | —               | —               |                  | Chesapeake                           |
| "You Won't Let Me"                              | 2011 | —               | 12              | —               | - KOR: 337,397   | Chesapeake                           |
| "Nothing Gets By Here"                          | 2012 | —               | 6               | —               | - KOR: 53,513    | Heavyweight EP                       |
| "I'm Not in Love" (10cc cover)                  | 2014 | —               | 28              | —               | - KOR: 10,053    | The Very Best of Rachael Yamagata    |
| "Nobody"                                        | 2016 | —               | —               | —               |                  | Tightrope Walker                     |
| "Over"                                          | 2016 | —               | —               | —               |                  | Tightrope Walker                     |
| "Let Me Be Your Girl"                           | 2016 | —               | —               | —               |                  | Tightrope Walker                     |
| "Be Somebody's Love"                            | 2018 | —               | —               | —               |                  | Porch Songs EP                       |
| "It's Always The Little Things" (with Guo Ding) | 2018 | —               | —               | —               |                  | Non-album single                     |

### Soundtrack gốc
| Tiêu đề                                                       | Năm  | Vị trí xếp hạng | Sales | Album                     |
| Tiêu đề                                                       | Năm  | KOR Intl.       | Sales | Album                     |
| ------------------------------------------------------------- | ---- | --------------- | ----- | ------------------------- |
| "I Wish You Love"                                             | 2005 | —               |       | Prime OST                 |
| "Jesus Was a Cross Maker" (Judee Sill cover)                  | 2005 | —               |       | Elizabethtown OST         |
| "He Needs a Kidney" (with various artists) (from 30 Rock)     | 2009 | —               |       | Non-album single          |
| "Hand of God"                                                 | 2012 | —               |       | That's What She Said OST  |
| "Let's Begin Again" (with John Medeski) (Robert Altman cover) | 2014 | —               |       | Altman OST                |
| "Something in the Rain"                                       | 2018 | 10              |       | Something in the Rain OST |
| "La La La"                                                    | 2018 | 31              |       | Something in the Rain OST |
| "No Direction"                                                | 2019 | —               |       | One Spring Night OST      |
| "Is It You"                                                   | 2019 | —               |       | One Spring Night OST      |
| "We Could Still Be Happy"                                     | 2019 | —               |       | One Spring Night OST      |

### Các soundtrack khác
Các bài hát của Yamagata đã xuất hiện trong một số bộ phim và chương trình truyền hình. Chúng bao gồm:
| Tiêu đề                                          | Năm  | Media                             |
| ------------------------------------------------ | ---- | --------------------------------- |
| "1963"                                           | 2005 | Monster-in-Law                    |
| "1963"                                           | 2015 | November Rule                     |
| "Be Be Your Love"                                | 2004 | One Tree Hill                     |
| "Be Be Your Love"                                | 2005 | Sisterhood of the Traveling Pants |
| "Be Be Your Love"                                | 2005 | Trust the Man                     |
| "Be Be Your Love"                                | 2006 | Brothers & Sisters                |
| "Be Be Your Love"                                | 2009 | So You Think You Can Dance        |
| "Be Be Your Love"                                | 2011 | So You Think You Can Dance        |
| "Be Be Your Love"                                | 2012 | Wilsberg                          |
| "Be Somebody's Love"                             | 2018 | Something in the Rain             |
| "Blister Of The Spotlight" (with Ashtar Command) | 2008 | Ugly Betty                        |
| "Brown Eyes"                                     | 2009 | Grey's Anatomy                    |
| "Collide"                                        | 2005 | In Her Shoes                      |
| "Don't"                                          | 2009 | Private Practice                  |
| "Duet"                                           | 2008 | Brothers & Sisters                |
| "Duet"                                           | 2009 | Grey's Anatomy                    |
| "Elephants"                                      | 2009 | One Life to Live                  |
| "Elephants"                                      | 2010 | Gravity                           |
| "Elephants"                                      | 2015 | The Vampire Diaries               |
| "Horizon"                                        | 2009 | One Tree Hill                     |
| "I Don't Want to Be Your Mother"                 | 2012 | Hope Springs                      |
| "I Want You"                                     | 2006 | Men in Trees                      |
| "I'll Find a Way"                                | 2005 | ER                                |
| "Keep Going"                                     | 2015 | The Vampire Diaries               |
| "Meet Me By the Water"                           | 2006 | Bella                             |
| "The Other Side"                                 | 2008 | The L Word                        |
| "Paper Doll"                                     | 2005 | Trust the Man                     |
| "Quiet"                                          | 2006 | How I Met Your Mother             |
| "The Reason Why"                                 | 2004 | Smallville                        |
| "The Reason Why"                                 | 2005 | The O.C.                          |
| "The Reason Why"                                 | 2008 | Cashmere Mafia                    |
| "The Reason Why"                                 | 2009 | Hotel for Dogs                    |
| "The Reason Why"                                 | 2009 | Brain Drain                       |
| "Saturday Morning"                               | 2020 | Scare Me                          |
| "Sunday Afternoon"                               | 2010 | One Tree Hill                     |
| "The Way It Seems To Go"                         | 2013 | Lucky Them                        |
| "Worn Me Down"                                   | 2003 | Miss Match                        |
| "Worn Me Down"                                   | 2004 | The O.C.                          |